# Ignaz von Godin
Ignaz Freiherr von Godin (* 20. Mai 1866 in München; † 28. September 1917 in Gits) war ein bayerischer Generalmajor im Ersten Weltkrieg.

## Leben

### Familie
Er war der Sohn des späteren bayerischen Generals der Infanterie Christoph von Godin und dessen erster Ehefrau Marie, geborene Freiin von Pfetten-Füll.
Godin hatte sich 1891 mit Franziska Freiin von Feilitzsch verheiratet. Sie war die Tochter des bayerischen Innenministers Maximilian von Feilitzsch. Aus der Ehe gingen zwei Kinder hervor.

### Militärkarriere
Godin besuchte zunächst die Pagerie, machte 1884 Abitur am Wilhelmsgymnasium München und trat anschließend als Portepeefähnrich in das Infanterie-Leib-Regiment der Bayerischen Armee ein. Nachdem er erfolgreich die Kriegsschule absolviert hatte, wurde Godin am 8. Juni 1886 zum Sekondeleutnant befördert. Von 1891 bis 1893 war er als Adjutant zum Bezirkskommando Weilheim kommandiert. Ab Oktober 1895 absolvierte Goldin für drei Jahre die Kriegsakademie, die ihm die Qualifikation für den Generalstab und das Lehrfach aussprach. Zwischenzeitlich zum Premierleutnant befördert, war er anschließend Adjutant des Kriegsministers Adolph von Asch. Am 21. März 1900 folgte seine Beförderung zum Hauptmann und im September wurde Goldin zum Kompaniechef im Infanterie-Leib-Regiment sowie zum Kämmerer ernannt. Für zwei Jahre fungierte er ab 1902 als militärischer Begleiter des Prinzen Heinrich von Bayern, ehe er dann in den Generalstab der 1. Division versetzt wurde. Hier im März 1907 zum Major befördert, wurde Godin kurz darauf zum Großen Generalstab nach Berlin kommandiert und war bis 1909 auch militärisches Mitglied des bayerischen Senats am Reichsmilitärgericht. Anschließend kehrte er in den Truppendienst zurück und erhielt das Kommando über das I. Bataillon des 4. Infanterie-Regiments „König Wilhelm von Württemberg“ in Metz. Als Oberstleutnant folgte 1911 seine Ernennung zum Chef des Generalstabes des II. Armee-Korps. In dieser Stellung am 25. Januar 1913 zum Oberst befördert, erhielt Godin für seine Leistungen das Ehrenkreuz des Verdienstordens vom Heiligen Michael und stieg schließlich im Dezember desselben Jahres zum Kommandeur des 1. Infanterie-Regiments „König“ auf.
Diesen Verband befehligte Godin auch bei Ausbruch des Ersten Weltkriegs. Nach der Mobilmachung nahm sein Regiment im Verbund mit der 1. Infanterie-Division bei der 6. Armee an den Grenzgefechten und der Schlacht in Lothringen teil. Daran schloss sich die Schlacht bei Nancy-Épinal sowie an der Somme an. In deren Verlauf wurde das Regiment der 2. Infanterie-Division unterstellt und Godin im September 1914 zum Generalmajor befördert. Im Oktober trat der Stellungskrieg ein. Er gab sein Regiment dann am 9. April 1915 ab und wurde anschließend zum Kommandeur der 10. Infanterie-Brigade ernannt. Mit diesem Großverband lag er in Stellungskämpfen zwischen Maas und Mosel, nahm an der Herbstschlacht in der Champagne und im September 1916 an der Schlacht an der Somme teil. Am 28. Oktober 1916 erhielt Godin schließlich das Kommando über die 6. Infanterie-Division, die zu diesem Zeitpunkt in Flandern und Artois in Kämpfe verwickelt war. Während der Flandernschlacht wurde Godin bei Gits so schwer verwundet, dass er tags darauf verstarb.
Er war für seine Leistungen während des Krieges mit beiden Klassen des Eisernen Kreuzes und dem Militärverdienstorden II. Klasse mit Schwertern ausgezeichnet worden.